# Laurie Kern
Laurie Kern (* 6. Februar 1957) ist eine ehemalige kanadische Speerwerferin.
1975 wurde sie Vierte bei den Panamerikanischen Spielen in Mexiko-Stadt.
Bei den Commonwealth Games 1978 in Edmonton gewann sie Bronze, und bei den Panamerikanischen Spielen 1979 in San Juan wurde sie erneut Vierte.
1980 verhinderte der Olympiaboykott Kanadas eine Teilnahme an den Olympischen Spielen in Moskau. Beim ersatzweise abgehaltenen Liberty Bell Classic siegte sie mit ihrer persönlichen Bestleistung von 57,44 m.
1973, 1979 und 1980 wurde sie Kanadische Meisterin.